# Anthelia
Anthelia là một chi rêu duy nhất của họ Antheliaceae trong bộ Jungermanniales.

## Các loài
- Anthelia asperifolia (Taylor) Spruce
- Anthelia filum (Dumort.) Dumort.
- Anthelia julacea (L.) Dumort.
- Anthelia juratzkana (Limpr.) Trevis.
- Anthelia subaequifolia (Nees & Mont.) Trevis.
- Anthelia viridissima (Nees) Dumort.